# Franz Noska
Franz Noska (* 1. März 1832 in Češnovice (heute Gemeinde Pištín, Bezirk Budweis, Böhmen); † 2. Februar 1902 in Ebensee, Bezirk Gmunden) war Postmeister, Realitätenbesitzer und Abgeordneter zum Österreichischen Abgeordnetenhaus.

## Leben
Franz Noska war Sohn des Gast- und Landwirts Franz Noska († 1845). Anfang der 1860er Jahre war er Forstpraktikant in Ebensee. Durch die Heirat der Witwe des Postmeisters Koch in Ebensee im Jahr 1863 wurde er ebenda Postmeister und Besitzer des Gasthauses „Zur Post“. Er übergab das Gasthaus im Jahr 1887 an seinen Stiefsohn.
Von 1867 bis 1870 und von 1879 bis 1891 war er Bürgermeister von Ebensee.
Er starb am 2. Februar 1902 im Alter von 69 Jahren an Arteriosklerosis.
Er war römisch-katholisch und ab 1863 verheiratet mit Karoline Peyr, verwitwete Koch († 1892), mit der er drei Töchter und einen Sohn hatte. Eine Tochter ist jung verstorben. Die Gattin brachte drei Söhne aus erster Ehe mit. Sein Sohn Max wurde im Jahr 1894 im Kaukasus auf einer Jagd erschossen. Franz Noska war auch der Schwager der beiden Politiker Anton (1815–1901, Reichstagsabgeordneter) und Josef Peyr (1835–1881, Reichsratsabgeordneter). 

## Politische Funktionen
Franz Noska war vom 7. Oktober 1879 bis zum 23. April 1885 Abgeordneter des Abgeordnetenhauses im Reichsrat (VI. Legislaturperiode) und war dort für die Kurie Oberösterreich, Landgemeinden 7 (Gmunden, Ischl, Kirchdorf, Grünburg, Windischgarsten) zuständig.

## Klubmitgliedschaften
Franz Noska war ab 1879 Mitglied im Klub des rechten Zentrums und vom 22. Januar 1882 im katholisch-konservativen Zentrum-Klub.